# Anauxesis laterirufa
Anauxesis laterirufa là một loài bọ cánh cứng trong họ Cerambycidae.